# Poritia howarthi
Poritia howarthi är en fjärilsart som beskrevs av Hayashi 1976. Poritia howarthi ingår i släktet Poritia och familjen juvelvingar. Inga underarter finns listade i Catalogue of Life.